# Regla de Cope
La regla de Cope, que lleva el nombre del paleontólogo estadounidense Edward Drinker Cope, postula que los linajes de población tienden a aumentar en tamaño corporal a lo largo del tiempo evolutivo. En realidad, Cope nunca lo declaró, aunque favoreció la aparición de tendencias evolutivas lineales. A veces también se conoce como la regla de Cope-Depéret, porque Charles Depéret defendió explícitamente la idea. Theodor Eimer también lo había hecho antes. El término "regla de Cope" aparentemente fue acuñado por Bernhard Rensch, basado en el hecho de que Depéret había "enaltecido a Cope" en su libro.  Si bien la regla se ha demostrado en muchos casos, no es válida en todos los niveles taxonómicos o en todos los clados. El mayor tamaño corporal se asocia con una mayor aptitud por una serie de razones, aunque también existen algunas desventajas tanto a nivel individual como a nivel de clado: los clados que comprenden individuos más grandes son más propensos a la extinción, lo que puede actuar para limitar el tamaño máximo de los organismos.

## Función

### Efectos del crecimiento
La selección direccional parece actuar sobre el tamaño de los organismos, mientras que exhibe un efecto mucho menor sobre otros rasgos morfológicos, aunque es posible que esta percepción sea el resultado de un sesgo de la muestra. Esta presión de selección puede explicarse por una serie de ventajas, tanto en términos de éxito de apareamiento como de tasa de supervivencia.
Por ejemplo, a los organismos más grandes les resulta más fácil evitar o luchar contra los depredadores y capturar presas, reproducirse, matar competidores, sobrevivir a épocas de escasez temporal y resistir los rápidos cambios climáticos. También pueden beneficiarse potencialmente de una mejor eficiencia térmica, una mayor inteligencia y una mayor vida útil.
Contrarrestando estas ventajas, los organismos más grandes requieren más comida y agua, y cambian de la selección r a la K. Su tiempo de generación más largo significa un período más largo de dependencia de la madre y, a escala macroevolutiva, restringe la capacidad del clado para evolucionar rápidamente en respuesta a entornos cambiantes.

### Limitar el crecimiento
Sin restricciones, la tendencia de un tamaño cada vez mayor produciría organismos de proporciones gigantescas. Por tanto, algunos factores deben limitar este proceso. En un nivel, es posible que la mayor vulnerabilidad del clado a la extinción, a medida que sus miembros se hacen más grandes, signifique que ningún taxón sobreviva el tiempo suficiente para que los individuos alcancen tamaños enormes. Probablemente también haya límites impuestos físicamente al tamaño de algunos organismos; por ejemplo, los insectos deben ser lo suficientemente pequeños para que el oxígeno se difunda a todas las partes de su cuerpo, las aves voladoras deben ser lo suficientemente livianas para volar, y la longitud del cuello de las jirafas puede estar limitada por la presión arterial que pueden generar sus corazones. Finalmente, puede haber un elemento competitivo, ya que los cambios de tamaño están necesariamente acompañados de cambios en el nicho ecológico. Por ejemplo, los carnívoros terrestres mayores de 21 kg casi siempre se alimentan de organismos más grandes, no más pequeños, que ellos mismos. Si ese nicho ya está ocupado, la puede oponerse a la selección direccional.  Los tres clados de Canidae (Hesperocyoninae, Borophaginae y Caninae) muestran una tendencia hacia un tamaño mayor, aunque los dos primeros ahora están extintos.

## Validez
Cope reconoció que los clados de mamíferos cenozoicos parecían originarse como individuos pequeños y que la masa corporal aumentó a lo largo de la historia de un clado. Al discutir el caso de la evolución de los cánidos en América del Norte, Blaire Van Valkenburgh de UCLA y sus colaboradores afirman:

La regla de Cope, o la tendencia evolutiva hacia un tamaño corporal más grande, es común entre los mamíferos. El tamaño grande mejora la capacidad de evitar depredadores y capturar presas, mejora el éxito reproductivo y mejora la eficiencia térmica. Además, en los grandes carnívoros, la competencia interespecífica por el alimento tiende a ser relativamente intensa, y las especies más grandes tienden a dominar y matar a los competidores más pequeños. Los progenitores de linajes hipercarnívoros pueden haber comenzado como carroñeros de cuerpos relativamente pequeños de cadáveres grandes, similares a los zorros y coyotes, con una selección que favorece tanto el tamaño más grande como las adaptaciones craneodentales mejoradas para comer carne. Además, es probable que la evolución del tamaño de los depredadores se vea influenciada por cambios en el tamaño de las presas, y se ha documentado una tendencia significativa hacia un tamaño mayor para los grandes mamíferos de América del Norte, incluidos herbívoros y carnívoros, en el Cenozoico.

En algunos casos, el aumento del tamaño corporal puede representar una tendencia pasiva, más que activa. En otras palabras, el tamaño máximo aumenta, pero no el tamaño mínimo; esto suele ser el resultado de una variación de tamaño pseudoaleatoria en lugar de una evolución dirigida. Esto no entra en la regla de Cope sensu stricto, pero muchos trabajadores lo consideran un ejemplo de la «regla de Cope sensu lato». En otros casos, un aumento de tamaño puede de hecho representar una transición a un tamaño corporal óptimo y no implica que las poblaciones siempre se desarrollen a un tamaño mayor.
Sin embargo, muchos paleobiólogos se muestran escépticos sobre la validez de la regla de Cope, que puede representar simplemente un artefacto estadístico. Los supuestos ejemplos de la regla de Cope a menudo asumen que la edad estratigráfica de los fósiles es proporcional a su «rango de clado», una medida de cómo se derivan de un estado ancestral; esta relación es de hecho bastante débil. Los contraejemplos de la regla de Cope son comunes a lo largo del tiempo geológico; aunque el aumento de tamaño ocurre con mayor frecuencia, no es de ninguna manera universal. Por ejemplo, entre los géneros de moluscos del Cretácico, un aumento de tamaño no es más común que una estasis o una disminución. En muchos casos, la regla de Cope solo opera en ciertos niveles taxonómicos (por ejemplo, una orden puede obedecer la regla de Cope, mientras que sus familias constituyentes no lo hacen), o más en general, puede aplicarse solo a algunos clados de un taxón.
A pesar de muchos contraejemplos, la regla de Cope se apoya en muchos casos. Por ejemplo, todos los filos de invertebrados marinos excepto los moluscos muestran un aumento de tamaño entre el Cámbrico y el Pérmico. En conjunto, los dinosaurios exhiben un aumento en la longitud corporal a lo largo de su evolución. La regla de Cope también parece mantenerse en clados donde se espera una restricción de tamaño. Por ejemplo, se puede esperar que el tamaño de las aves sea limitado, ya que las masas más grandes significan que se debe gastar más energía en vuelo. Se ha sugerido que las aves sigan la ley de Cope, aunque un nuevo análisis posterior de los mismos datos sugirió lo contrario.
Un extenso estudio publicado en 2015 respalda la presencia de una tendencia hacia un tamaño corporal más grande en los animales marinos durante el Fanerozoico. Sin embargo, esta tendencia estuvo presente principalmente en el Paleozoico y Cenozoico; el Mesozoico fue un período de relativa estasis. La tendencia no se puede atribuir simplemente a una deriva neutral en el tamaño corporal de los antepasados pequeños, y fue impulsada principalmente por una mayor tasa de diversificación en clases de mayor tamaño medio. Un componente menor de la tendencia general se debe a las tendencias de aumento de tamaño dentro de las familias individuales.